# Café gourmand

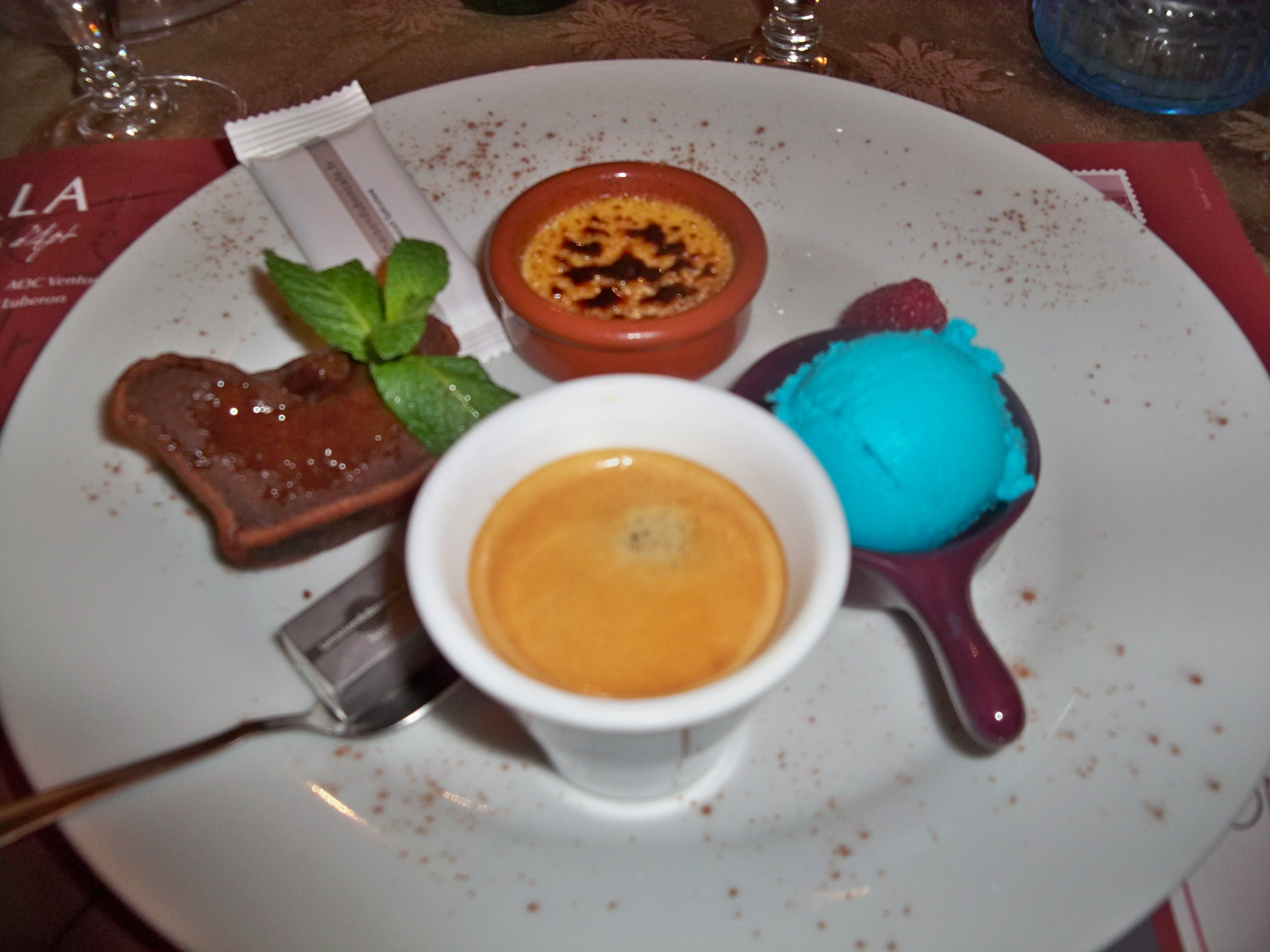
Café gourmand

Café gourmand je gastronomický koncept, který začal v 90. letech nabízet francouzský řetězec restaurací La Criée.
Jedná se o kávu (obvykle espresso) servírovanou na jednom podnose s několika dezerty jako zákusek po jídle. Dezerty jsou ve formě miniaturních zákusků, kterými mohou být chouquette, čokoládový fondant, île flottante, crème brûlée, panna cotta, kousek koláče nebo dortu, clafoutis, mousse, porce zmrzliny, kandované ovoce, sušenka, makrónka apod.